# Şeyda Kurt
Şeyda Kurt   (Colònia, 1992) és una periodista alemanya.

## Trajectòria
Va créixer a Colònia, on els seus avis kurds havien immigrat a la dècada del 1960 des de Turquia. Del 2011 al 2017 va estudiar filosofia i filologia romànica a la Universitat de Colònia i a la Université Bordeaux-Montaigne. Durant els seus estudis va realitzar pràctiques i va treballar com a periodista independent a mitjans com Die Tageszeitung i Kölner Stadt-Anzeiger, entre d'altres. També ha treballat per a diversos festivals de cinema (inclòs el Festival de Curtmetratges de Colònia) i esdeveniments culturals. Entre 2017 i 2020 va cursar un màster en periodisme cultural a la Universitat de les Arts de Berlín, entre d'altres amb el crític de teatre Dirk Pilz i l'editora Bascha Mika.
Kurt situa el seu treball periodístic en el camp de la tensió entre el marxisme i la teoria i pràctica feminista queer.

## Traduccions al català
- Tendresa radical. Per què l'amor és polític.  Descontrol, 2024.[3]